# Ли, Кайл
Кайл Ли (англ. Kyle Lee; род. 23 февраля 2002) — австралийский пловец, чемпион мира 2024 года, призёр чемпионатов мира 2023 и 2025 годов. Участник летних Олимпийских игр 2024 года. Специализируется в плавании на открытой воде.

## Биография
Ли эмигрировал с родителями и сестрой из Зимбабве в Австралию в возрасте шести лет. Начал заниматься плаванием. После окончания средней школы переехал в Перт, чтобы тренироваться в плавательном клубе Северного побережья под руководством тренера Иэна Миллса. Обучается в Университете Западной Австралии, где получает степень бакалавра в области коммерции. В рамках своих еженедельных тренировок проплывает от 60 до 70 километров.
В 2022 году дебютировал на взрослом чемпионате мира в Будапеште. Стал восьмым на дистанции 5 км и пятым на дистанции 25 км.
На чемпионате планеты 2023 года в японской Фукуоке завоевал бронзовую медаль в составе эстафетной четвёрки Австралии.
В 2024 году в Дохе, на чемпионате мира, стал чемпионом в эстафетном заплыве на открытой воде в составе сборной Австралии.
Летом 2024 года принял участие в летних Олимпийских играх в Париже. На дистанции 10 км на открытой воде стал тринадцатым.
В 2025 голу на чемпионате мира в Сингапуре на дистанции 10 км на открытой воде стал бронзовым призёром, лишь фотофиниш определил его победителем в споре с немецким пловцом Оливером Клементом.